# Foley (Alabama)
Foley és una ciutat dels Estats Units a l'estat d'Alabama. Segons el cens del 2000 tenia 7.590 habitants.

## Demografia
Segons el cens del 2000, Foley tenia 7.590 habitants, 3.126 habitatges, i 2.106 famílies. La densitat de població era de 205,2 habitants/km².
Dels 3.126 habitatges en un 27,3% hi vivien nens de menys de 18 anys, en un 48,4% hi vivien parelles casades, en un 15,7% dones solteres, i en un 32,6% no eren unitats familiars. En el 28,2% dels habitatges hi vivien persones soles el 14% de les quals corresponia a persones de 65 anys o més que vivien soles. El nombre mitjà de persones vivint en cada habitatge era de 2,35 i el nombre mitjà de persones que vivien en cada família era de 2,85.
Per edats la població es repartia de la següent manera: un 23,1% tenia menys de 18 anys, un 8,3% entre 18 i 24, un 25,9% entre 25 i 44, un 20,9% de 45 a 60 i un 21,7% 65 anys o més.
L'edat mediana era de 40 anys. Per cada 100 dones hi havia 84,6 homes. Per cada 100 dones de 18 o més anys hi havia 79,7 homes.
La renda mediana per habitatge era de 31.596 $ i la renda mediana per família de 38.427 $. Els homes tenien una renda mediana de 28.523 $ mentre que les dones 20.660 $. La renda per capita de la població era de 19.364 $. Aproximadament el 7,1% de les famílies i l'11,5% de la població estaven per davall del llindar de pobresa.

## Poblacions més properes
El següent diagrama mostra les poblacions més properes.